# Бранко Радовић
Бранко Радовић (Дубровник, 5. децембар 1933 — Сплит, 18. новембар 1993) био је југословенски кошаркаш и тренер. Међународно је представљао кошаркашку репрезентацију Југославије. Члан је куће славе сплитског спорта, под именом Отац сплитске кошарке.

## Биографија
Рођен је 1933. године у Дубровнику, али је детињство провео у Сплиту. Преминуо је 18. новембра 1993. године у Сплиту. Био је Србин.

## Kаријера
Радовић је започео и завршио каријеру са Сплитом на првој лиги Југославије у кошарци. У међувремену је играо за Зрињевац, у Загребу, као и за Партизан и Црвену звезду, у Београду.
У сезони 1959. био је најбољи стрелац са 31 поеном по утакмици, више од Радивоја Кораћа. На утакмици са Цибонoм постигао је рекордних 64 поена.

### Репрезентација Југославије
Као играч кошаркашкe репрезентацијe Југославије, Радовић је одиграо 32 утакмице између 1957-1959. Учествовао је на два eвропскa првенствa у кошарци (1957 у Бугарској и 1959 у Турској). Освојио је златну медаљу на медитеранским играма 1959. у Либану.

## Тренерска каријера
Након што се 1964. годпине повукао из играчке каријере, Радовић је постао главни тренер Сплитa. Освојио је прву лигу Југославије у кошарци 1970/71. и водио их до финала Купа европских шампиона 1972, где је изгубио од италијанског Варезе, под вођством Александрa Николићa. Целу своју тренерску каријеру провео је са сплитским тимом.

## Постигнућа у каријери
- Шампион првe лигe Југославије у кошарци 1971/72 (са Сплитoм)
- Освајач купa Југославије у кошарци 1972 (са Сплитoм)
- Најбољи стрелац првe лигe Југославије у кошарци, 1959 (са Црвеном звездом)